# Нармашир
Нармашир (персијски: نرماشير; раније, Ростамабад (персијски: رستم اباد) такође романизован као Rostamābād)  је град и главни град округа Нармашир, провинција Керман, Иран. По попису становништва из 2006. године било је 3.966 становника, у 1.007 породица. 